# Andrzej Gronowicz
Andrzej Gronowicz   (Piła, 7 de març de 1951) és un piragüista polonès, ja retirat, que va competir durant la dècada de 1970.
El 1972 va prendre part en els Jocs Olímpics d'Estiu de Múnic, on quedà eliminat en semifinals de la competició del C-2 1.000 metres del programa de piragüisme. Quatre anys més tard, als Jocs de Mont-real, va disputar dues proves del programa de piragüisme. Fent parella amb Jerzy Opara guanyà la medalla de plata en el C 2 500 metres, mentre en el C 2 1.000 metres fou quart.
En el seu palmarès també destaca una medalla de plata i dues de bronze al Campionat del Món de piragüisme en aigües tranquil·les, així com tretze campionats nacionals entre 1971 i 1978.